# Richard Aldington
Pour les articles homonymes, voir Aldington.
Edward Godfree Aldington dit Richard Aldington (1892-1962) est un écrivain et poète britannique, lié au vorticisme et à l'imagisme, célèbre auteur de Death of a Hero (1929) et biographe controversé de T. E. Lawrence.

## Biographie
Richard Aldington est né à Portsmouth le 8 juillet 1892, fils d'un solliciteur. Il passe une année à l'Université de Londres. En 1911, il rencontre la jeune poète Hilda Doolittle (H.D.), et l'épouse en 1913. Elle est, depuis sa jeunesse américaine, une amie des poètes William Carlos Williams et d'Ezra Pound, et tous les trois participent aux soirées poétiques du restaurant La Tour Eiffel à Londres : c'est là que Richard la croise pour la première fois.
En février 1914, paraît à New York l'anthologie poétique avant-gardiste Des Imagistes dirigée par Ezra Pound, elle contient près d'un tiers de poèmes signés Richard Aldington, ainsi que des compositions d'H.D., de Pound, F. S. Flint, Allen Upward, Skipwith Cannell (en), John Cournos, Amy Lowell, William Carlos Williams, James Joyce et Ford Madox Ford ; cette publication lance l'imagisme, à la veille de la Première Guerre mondiale, elle est d'abord insérée dans le cinquième numéro de la revue The Glebe dirigée par Alfred Kreymborg et Man Ray puis en volume chez Charles & Albert Boni au Washington Square Bookshop.
Les textes d'Aldington sont des vers libres non rimés. Bien que se sentant peu de sympathie pour la personnalité agressive de T. E. Hulme, un proche de Pound, il partage avec lui le goût de la poésie japonaise traditionnelle, le waka, et s'en inspire. Il rencontre également l'artiste Wyndham Lewis, et rejoint, sans trop s'y impliquer, le groupe des vorticistes durant les années 1914-1915. Il fut l'un des plus virulents adversaires de Marinetti.
Dès l'entrée en guerre, il participe à l'effort nationaliste, aidant le gouvernement à lutter contre l'idéologie militaro-prussienne, puis il aide Ford Madox Ford à terminer son roman, The Good Soldier (édit. The Bodley Head, mars 1915), prenant le relais de H.D. qui trouvait la tâche ennuyeuse. En 1915, H.D. et lui déménagent à Holland Park, leurs voisins sont Pound et sa compagne Dorothy Shakespear, ainsi que Frieda et D. H. Lawrence.
Il collabore à la revue The Egoist (1914-1919), dirigée par Harriet Shaw Weaver, dont il devient le secrétaire de rédaction. De nombreux textes modernistes y sont publiés, et l'influence de Pound y est prépondérante. 
Fin 1916, Aldington rejoint le front. Blessé en 1917, il ne se remet jamais totalement de son expérience des tranchées. En 1919, H.D. le quitte pour le compositeur Cecil Gray. Ils ne divorcèrent qu'en 1938 et restèrent en bons termes toute leur vie durant.
Aldington est proche du poète T. S. Eliot, qui l'avait remplacé au secrétariat de The Egoist après son départ au front. Il l'aida à entrer en contact avec l'éditeur de The Times Literary Supplement. Toutefois, leurs relations se dégradent dans les années 1920. Il ne parvient pas à trouver du temps pour composer ses poèmes, pris dans des travaux alimentaires. En 1924, Eliot connaît un relatif succès avec The Waste Land, il en conçoit beaucoup d'amertume, entre en dépression l'année suivante et souhaite quitter Londres. Il vivait pourtant une belle histoire avec sa nouvelle compagne, Arabella Yorke.
En 1928, il s'installe à Paris, vivant avec Brigit Patmore, et fréquente l'entourage de Nancy Cunard. Sa vie sentimentale est compliquée ; en 1938, après son divorce d'avec H.D., il épouse la belle-fille de sa compagne Brigit, Netta McCullough.
Entre-temps, en 1929, tout en vivant de traductions (dont celle de La Trahison des clercs de Julien Benda en 1928), il parvient à publier son chef-d'œuvre, Death of a Hero, roman composé d'après son expérience de la Grande Guerre, et que Lawrence Durrell considèrera comme le meilleur du genre. Par la suite, il publie des romans plus légers, mais sans succès.
En 1942, il émigre en Amérique avec Netta. Il se lance alors dans des travaux biographiques : d'abord sur le duc de Wellington (1943), puis sur D. H. Lawrence (1950), et enfin sur T. E. Lawrence (1955). Ce dernier essai, sorti à Paris en 1954, en français, l'auteur n'ayant pas trouvé d'éditeur anglais, enflamme l'opinion. Dans cette biographie du colonel Lawrence, Aldington est le premier à révéler l'homosexualité et la mythomanie du personnage, mais, par contrecoup, la plupart des critiques lui reprochèrent d'avoir écorné le mythe à partir de révélations jugées indécentes. Cependant, en 1961, Robert Bolt s'inspire en partie de cette biographie pour coécrire le scénario du film Lawrence of Arabia réalisé par David Lean.
Conséquemment, accablé de reproches, Aldington retourne vivre en France, s'installant en Provence puis à Sury-en-Vaux dans le Cher. C'est là qu'il meurt le 27 juillet 1962, quelques semaines après avoir été fêté à Moscou comme un brillant écrivain, ses traductions en russe se vendant en Union soviétique plutôt bien ; l'ironie étant qu'Aldington affichait à la fin de sa vie des opinions résolument conservatrices et anticommunistes.
Dans ses colonnes nécrologiques, The Times écrivit au lendemain de sa mort qu'il « fut, juste avant la guerre, l'un de ces jeunes hommes en colère et qu'il finit comme un vieil homme en colère ».

## Sélection d'écrits
- Images of Desire, Londres, Elkin Mathews, 1919.
- Death of a Hero. A Novel, Londres, Chatto & Windus, 1929 ; Mort d'un héros, traduit de l'anglais par Henry D. Davray et Madeleine Vernon, Albin Michel, 1931 ; rééd. préfacée par Frédéric Jacques Temple, Arles, Actes Sud, 1987.
- The Colonel's Daughter : a novel, Londres, Chatto and Windus, 1934 ; La Fille du colonel, traduit en français par Marie Canavaggia, Paris, Gallimard, 1935 ; réédition Actes Sud, 1989.
- Wellington, New York, 1943 ; traduit de l'anglais par Jacques Vallette, Paris, Nicholson and Watson, 1948.
- Lawrence of Arabia: a biographical enquiry, Londres, Collins, 1955 ; Lawrence l'imposteur, traduit de l'anglais par Gilberte Marchegay, Jacques Rambaud et Jean Rosenthal, Paris, Amiot-Dumont, coll. « Toute la ville en parle », [1954].
- Rêverie dans le jardin du Luxembourg (Dream in the Luxembourg), version française de Catherine Aldington, préface de Lawrence Durrell, édition bilingue, Arles, Actes Sud, 1986.